# イオンタウン本巣
イオンタウン本巣（イオンタウンもとす）は、岐阜県本巣市に所在し、イオンタウン株式会社が運営・管理するショッピングセンター。2017年（平成29年）12月9日に開業。

## 概要

### 概説
2011年（平成23年）3月26日閉店のリバーサイドモール跡地に開発された店舗である。
閉店当時は管理者の各種税滞納から資産が本巣市に差し押さえられていたが、地権者が一部の税を納付したことで解除され、建物も解体。直後にイオンタウンの建設が開始された。
一部の従業員は、本巣市の協力により認知症サポーターになっている。ショッピングセンターの電灯はすべてLED電球を使用している。車いす用駐車場は通常タイプの他、事前登録で使用可能なリモコンゲート式がある。また、駐輪場には空気入れを備えている。
また、本巣市と「イオンタウン株式会社・イオンビッグ株式会社・本巣市による災害時における防災活動協力に関する協定書」を締結している。これは、ショッピングセンターが、自然災害発生時に、物資の供給、駐車場及び施設を一時避難場所として提供し、防災活動に協力するものである。

### 沿革
- 2011年（平成22年）3月26日[要出典] - 同日をもってリバーサイドモールが完全閉鎖。管理者が各種税滞納により本巣市に差し押さえられる[2]。
- 2017年（平成29年）
  - 3月 - 地権者組合が第三者納付制度により税を納付、本巣市が差し押さえ解除[2]。
  - 4月 - リバーサイドモールの解体、イオンタウン建設開始。[要出典]
  - 12月7日・12月8日 - プレオープン[要出典]
  - 12月9日 - イオンタウン本巣一部区画のみ開業[1]。
- 2018年（平成30年）6月1日 - 全区画開業。[要出典]

## テナント
28店舗中11店舗が県内、15店舗が市内初出店のテナントで、3箇所に別れた敷地はそれぞれ道路で分断されている。
北側敷地は中央に核店舗の「ザ･ビッグエクストラ」を配置し、その西側にサービス系店舗を並べている。北側には衣料品店や雑貨店が並んでいる。北西側にはガソリンスタンドを置いている。中央敷地は、リバーサイドモールの時と引き続き、居酒屋と天然温泉「ぬくいの湯」が営業している。南側敷地はヤマダ電機と隣接しており、飲食店2店のみ営業している。
2021年（令和3年）1月17日、唯一の衣料品テナントのマックハウスアウトレット（開店時はマックハウススーパーストアフューチャー）が閉店。

## その他
近隣バス停のうち、名称が「リバーサイドモール」であった本巣市市営バス及び岐阜乗合自動車（岐阜バス）については名称が変更され、それぞれ本巣市営バスは2017年（平成29年）9月1日のダイヤ改正から「イオンタウン前」に、岐阜バスは2017年（平成29年）12月1日のダイヤ改正から「イオンタウン本巣」にとなっている。